# Eugène Dondicol
 (novembre 2017).
Si vous disposez d'ouvrages ou d'articles de référence ou si vous connaissez des sites web de qualité traitant du thème abordé ici, merci de compléter l'article en donnant les références utiles à sa vérifiabilité et en les liant à la section « Notes et références ».
Eugène Dondicol naît à Bordeaux en 1874. En 1920, il devient membre du Comité directeur du Parti communiste (PC) et y demeure deux années. Exclu du PC, il est en 1925 membre du Comité central de l'Union socialiste-communiste. Il meurt en 1933. 

## Biographie
Ernest Dondicol exerce à ses débuts la profession d'employé de commerce et s'investit dans le syndicalisme.
Il est l'un des premiers militants du socialisme en Gironde, notamment dans le milieu rural. En 1893, il adhère au Parti ouvrier français (POF). Il est délégué aux congrès d'Épernay en 1899 et d'Ivry en 1900. À partir du congrès de la salle Japy à Paris, en 1899, les divisions gagnent la Fédération girondine que Dondicol représente, notamment, au congrès international des organisations socialistes, à Paris, en 1900. Il en rend compte devant l'Agglomération (fédération) bordelaise du POF. Il s'agit d'approuver ou non le retrait du POF du congrès de Wagram. Dondicol condamne ce retrait. Favorable à Jaurès, il s'oppose en Gironde aux amis de Jules Guesde.
Rompant avec le POF, il crée le 30 décembre 1900 avec Calixte Camelle la Fédération socialiste de la Gironde. C'est ainsi qu'il devient le secrétaire de l'Agglomération socialiste bordelaise, indépendante du POF. Deux ans plus tard, cette Fédération girondine adhère au Parti socialiste français (PSF) et, l'année suivante, à la veille du congrès de la fédération girondine du POF à l'Alhambra de Bordeaux, Dondicol soutient une controverse avec des dirigeants nationaux du POF.
En 1900, il avait été élu conseiller municipal de Bordeaux. Quatre ans plus tard, il est battu sur une liste de coalition du PSF et des radicaux. Il est le second secrétaire fédéral des socialistes girondins de 1907 à 1909, après A. Dréan-Chapel et avant le jeune Adrien Marquet. Il est candidat aux élections législatives de 1910.
Son engagement politique lui vaut des sanctions professionnelles qui l'obligent à quitter Bordeaux. Il se rend à Lille et devient rédacteur au Réveil du Nord.
Trois ans plus tard, de retour à Bordeaux, il s'inscrit dans une démarche unitaire. En 1905, il est délégué au congrès de fusion de la salle du Globe, à Paris. Puis, quelques semaines plus tard, le congrès constitutif de la Fédération socialiste SFIO de Limoges le nomme à sa commission exécutive. Dondicol participe à la vie nationale du Parti socialiste. En 1907, il est délégué au congrès de Nancy. Il y préconise, afin de réaliser une condition d'entente avec la Confédération général du travail (CGT), l'adhésion au principe de la grève générale. L'année suivante, au congrès de Toulouse, il se préoccupe de la conquête des masses paysannes. À celui de 1909, à Saint-Étienne, il souhaite le désistement pour les radicaux au second tour des élections. Il est encore présent à Nîmes, en 1910, à Saint-Quentin, en 1911, et à Lyon, en 1912, où il regrette l'attitude de deux députés SFIO à la Chambre vis-à-vis de la CGT. En 1906, il a été candidat aux élections législatives à Bordeaux et en 1910 au conseil d'arrondissement dans un canton de la même ville. En 1919, il est élu au conseil municipal de Bordeaux sur une liste de RP. 
Mobilisé en 1914, il perd sa situation d'imprimeur indépendant. Il est blessé dans la Somme en 1916. En 1917, il devient comptable à la Fédération nationale des Cheminots et se fixe à Paris. Domicilié à Paris, il annonce alors qu'il sera candidat aux futures législatives.
En 1919, il est candidat aux législatives dans la 2e circonscription de la Seine sur une liste comprenant Léon Blum. Il n'est pas élu. En revanche, au congrès socialiste de Strasbourg, il est élu suppléant au Conseil d'administration de L'Humanité.
Ce quotidien, en octobre 1920, le qualifie de « secrétaire du Comité minoritaire des syndicats de la Seine ». Quelques mois plus tôt, il avait été réélu à la commission exécutive de la Fédération socialiste de la Seine, sur la liste des partisans de la reconstruction de l'Internationale. Six mois plus tard, il quitte ce courant pour se rallier au Comité de la IIIe Internationale. La Fédération de la Seine le délègue au congrès de Tours, à l'issue duquel il entre au Comité directeur du Parti communiste (PC) dont il devient le trésorier. Dans les jours qui suivent, avec Ludovic-Oscar Frossard, le secrétaire général du parti, il rencontre les dirigeants socialistes pour discuter du devenir de l'Humanité et des biens du Parti socialiste.
En 1921, au congrès de Marseille du PC, Dondicol est réélu au Comité directeur, qui, peu après, le désigne à la commission chargée d'élaborer les textes du prochain congrès national, à Paris. À ce congrès, il signe également le rapport financier.
Pour le représentant de l'Internationale en France, en décembre 1922 Dondicol rejoint les « Résistants » à l'Internationale communiste. Il ajoute que Dondicol est parvenu à entrer au Comité d'action contre l'occupation de la Ruhr par le biais de la Confédération générale du travail unitaire (CGTU). Quelques jours plus tôt, l'Humanité avait annoncé que Dondicol faisait partie des militants désignés pour remplacer les dirigeants de la CGTU incarcérés. Une petite semaine plus tard, le quotidien communiste annonce que Dondicol, comme signataire du Comité de défense communiste, est exclu. Dans une correspondance avec l'Internationale, Marcel Cachin, emprisonné à la Santé, indique l'enjeu de l'élection comme secrétaire général de la CGTU, de Dondicol à la place de Monmousseau également emprisonné. De son côté, l'Internationale considère que cette élection de Dondicol au poste de secrétaire général de la CGTU constituerait « le plus grave danger » et ajoute que tout doit être fait pour empêcher « la bande à Frossard » « d'approcher la CGTU ».
Dondicol milite au Parti communiste unitaire qui regroupe les « Résistants » à l'Internationale communiste. Cette organisation ne tarde pas à fusionner avec une première dissidence du Parti communiste, l'Union fédérative des travailleurs socialistes révolutionnaires de France. En 1923, se tient, à Boulogne, le congrès d'unification de ces deux organisations pour donner naissance à l'Union socialiste-communiste, dont l'organe est l'Egalité . 
Cette Union connaît une crise dès 1924. Frossard la quitte pour rejoindre la SFIO. Dondicol, lui, y demeure. En mai, lors des élections législatives, il figure sur la liste d'Union socialiste et ouvrière du troisième secteur de la Seine. Y figurent, notamment, des socialistes SFIO. En revanche, ceux qui se réclament du Parti communiste n'y sont pas présents. Dondicol, au soir de l'élection, arrive au septième rang des candidats de la liste.
Un article publié dans l'Appel à la mort de Dondicol indique, qu'une fois exclu du Parti communiste, il se serait consacré à la défense des mutilés et victimes de guerre à Paris et aurait été secrétaire d'une grande association d'anciens combattants (sans doute, l'Association républicaine des anciens combattants). En tout cas, il est certain que Dondicol a appartenu à l'Union socialiste-communiste, s'exprimant dans son bulletin Bulletin de l'Union socialiste-communiste. En 1925, Dondicol devient même membre du Comité central de l'Union socialiste-communiste. 
Dès l'année suivante, son nom n'apparaît plus dans l'organe de l'Union. En 1931, le commissaire spécial de Bordeaux signale qu'il a été rayé du Carnet B. En fait, Dondicol s'est retiré à Langon. Selon l'Appel, il approuve l'attitude de ceux qui ne veulent pas séparer République et socialisme et que l'on retrouve, alors, au Parti socialiste de France-Union Jean Jaurès.
Paralysé, il est hébergé par Gabriel Lafaye, député de Bazas, avec lequel il s'accorde sur le choix néo-socialiste. Il meurt en novembre 1933.

## Source
- Dictionnaire biographique du mouvement ouvrier français, Les Editions de l'Atelier, 1997.
- Alain Anziani, Cent ans de socialisme en Gironde, Bordeaux, Editions du Populaire girondin, 1999, 207 p. (ISBN 2-9514803-0-X, présentation en ligne)